# Morozov
Morozov  (ucraniano: Морозова) es una localidad del Raión de Berezivka en el Óblast de Odesa de Ucrania. Según el censo de 2001, tiene una población de 51 habitantes.